# Kittitas
Pour l’article homonyme, voir Kittitas (Washington).
Les Kittitas sont des autochtones amérindiens vivant dans le centre de l'État de Washington. Leur territoire traditionnel se situe dans le bassin de la Yakima. Ils ont donné leur nom au comté de Kittitas.